# Craspedosoma ruborum
Craspedosoma ruborum är en mångfotingart som beskrevs av Karl Wilhelm Verhoeff 1930. Craspedosoma ruborum ingår i släktet Craspedosoma och familjen knöldubbelfotingar. Inga underarter finns listade i Catalogue of Life.